# Зуце (игра)
Зуце је стара игра. Једноставна је и потребно је најмање три учесника. Зуце је углавном игра за дечаке мада је играју и девојчице. Осим деце, ову игру често играју и одрасли.

## Правила игре
Пре почетка игре, договором се одређује први играч на позицији зуце. Он леву руку стави испод десног пазуха тако да му је шака отворена нагоре, при чему десном руком заклања лево око да не би могао да види никог поред себе. Иза његових леђа су остали учесници игре. Остали играчи стоје иза његових леђа и мимиком и гестовима договарају се који ће ударити по отвореном длану. Након изведеног ударца, сви играчи подигну два прста и починју да зује :Зззззз.... Зуца се окрене и на основу снаге треба да процени ко га је ударио, а ако не може на основу снаге, онда покушава да погоди на срећу. Уколико погоди долази до замене играча на позицији зуце, те се игра наставља. Уколико зуца не погоди који га је играч ударио, игра се наставља са истим позицијама играча.
Извођење ове игре није везано за одређено годишње доба. Током целе године игра може да се игра у затвореном простору, у школском дворишту и ходницима, у току школског одмора. 